# Stand van Bonnet
De stand van Bonnet is de stand van een gewricht in lichte flexie die optreedt bij een zwelling (vaak een hydrops of een hemartrose) in dit gewricht. Deze stand geeft de patiënt de minste pijn omdat in deze stand de meeste ruimte wordt gegeven aan de zwelling. De stand van Bonnet treedt vaak op in de knie, bijvoorbeeld bij een meniscuslaesie na het verdraaien van de knie. Hierbij staat de knie in 20 tot 30 graden flexie.